# جاناتان مایر
جاناتان مایر (انگلیسی: Jonathan Meier؛ زادهٔ ۱۱ نوامبر ۱۹۹۹) بازیکن فوتبال اهل آلمان است.